# جيمس دوتي
جيمس دوتي (بالإنجليزية: James Doty)‏ هو مدون ومخترِع أمريكي، ولد في 1 ديسمبر 1955.